# Comitatul Gratiot, Michigan
Comitatul Gratiot (conform originalului din engleză Gratiot County) este unul din cele 72 de comitate din statul Michigan din Statele Unite ale Americii.
Fondat în 1855, comitatul este situat în centrul statului, pe peninsula inferioară (engleză Lower Peninsula). Sediul comitatului este localitatea Ithaca GR6, deși cea mai populată localitate este Alma.
Conform datelor furnizate de United States Census Bureau în urma recensământului din anul 2000, populația fusese 42.285 de locuitori. Clădirea Curții de Justiție a comitatului - The Gratiot County Courthouse - a fost construită în stil neo-clasic de către Claire Allen, un proeminent arhitect din zona sudul statului Michigan.  Claire Allen a construit și Curtea de Justiție a comitatului Hillsdale.
Complexul Curții de Justiție este unul din cele șapte situri din comitat care se găsesc pe lista National Register of Historic Places. (No. 76.002.291, adăugat în  1976).  Claire Allen a construit, de asemenea, și Curtea de Justiție a comitatului Gratiot.

## Demografie
|  | Graficele sunt indisponibile din cauza unor probleme tehnice. Mai multe informații se găsesc la Phabricator și la wiki-ul MediaWiki. |

Date: Wikidata - grafică realizată de Wikipedia